# Timo Horn
Timo Horn (Keulen, 12 mei 1993) is een Duits voetballer die als doelman speelt. Hij stroomde in 2011 door vanuit de jeugd van FC Köln.

## Clubcarrière
Horn begon met voetballen bij SC Rondolf en stapte in 2002 over naar de jeugdafdeling van FC Köln.
In het seizoen 2010/11 speelde Horn zijn wedstrijden voor het tweede elftal, dat in de Regionalliga West uitkomt. Voor dit team maakte hij op 23 augustus 2010 tegen het tweede elftal van 1. FSV Mainz 05 zijn officiële debuut. Naast dat Horn in het tweede elftal speelde werd hij ook gebruikt voor het U-19 team in de A-jeugd competitie.
Bij aanvang van het seizoen 2011/12 werd Horn bij de eerste selectie van de club gehaald, nadat hij al een aantal keren had mogen meetrainen met het team. Hij werd derde keeper achter Michael Rensing en Miro Varvodic. Pas vanaf de tweede seizoenshelft zat Horn een aantal wedstrijden op de bank, maar mocht hij nog niet in actie komen voor de club.
Nadat de club in 2012 degradeerde naar de 2. Bundesliga werd er binnen de club een nieuwe weg ingegeslagen. De nieuwe trainer Holger Stanislawski gaf Horn het vertrouwen en benoemde hem tot de nieuwe eerste keeper van het team, waarop Rensing de club verliet voor Bayer Leverkusen. Hij maakte zijn profdebuut op 5 augustus 2012 in de eerste competitiewedstrijd tegen Eintracht Braunschweig. In zijn eerste vier wedstrijden kon hij geen enkele maal de nul op het bord houden en behaalde FC Köln slechts 1 van de 12 mogelijke punten. Naarmate het seizoen vorderde incasseerde hij steeds minder doelpunten. Na 28 speeldagen had hij 27 tegendoelpunten geïncasseerd. Hij haalde dat seizoen 10 clean sheets.
Nadat het team promoveerde naar de Bundesliga, werd Horn aan het einde van het seizoen 2013/14 door de fans verkozen tot 1. FC Köln-speler van het seizoen.

## Clubstatistieken
| Seizoen     | Club        | Competitie    | Competitie | Competitie | Beker | Beker | Internationaal | Internationaal | Totaal | Totaal |
| Seizoen     | Club        | Competitie    | Wed.       | Dlp.       | Wed.  | Dlp.  | Wed.           | Dlp.           | Wed.   | Dlp.   |
| ----------- | ----------- | ------------- | ---------- | ---------- | ----- | ----- | -------------- | -------------- | ------ | ------ |
| 2012/13     | 1. FC Köln  | 2. Bundesliga | 33         | 0          | 2     | 0     | —              | —              | 35     | 0      |
| 2013/14     | 1. FC Köln  | 2. Bundesliga | 32         | 0          | 3     | 0     | —              | —              | 35     | 0      |
| 2014/15     | 1. FC Köln  | Bundesliga    | 33         | 0          | 3     | 0     | —              | —              | 36     | 0      |
| 2015/16     | 1. FC Köln  | Bundesliga    | 33         | 0          | 2     | 0     | —              | —              | 35     | 0      |
| 2016/17     | 1. FC Köln  | Bundesliga    | 20         | 0          | 1     | 0     | —              | —              | 21     | 0      |
| 2017/18     | 1. FC Köln  | Bundesliga    | 34         | 0          | 3     | 0     | 6              | 0              | 43     | 0      |
| 2018/19     | 1. FC Köln  | 2. Bundesliga | 20         | 0          | 2     | 0     | —              | —              | 22     | 0      |
| Club totaal | Club totaal | Club totaal   | 205        | 0          | 16    | 0     | 6              | 0              | 227    | 0      |

Bijgewerkt op 26 april 2018

## Interlandcarrière
Horn kwam uit voor alle Duitse jeugdelftallen vanaf de -15. Zijn voornaamste concurrent bij de jeugd was leeftijdsgenoot Patrick Rakovsky. In maart 2013 werd Horn na een blessure van Kevin Trapp door trainer Rainer Adrion voor het eerst in de basis van het U-21 elftal geplaatst in de wedstrijd tegen Israël. Ook was hij met dit team aanwezig op het Europees kampioenschap voetbal onder 21 in 2013.

## Erelijst
| Kampioen 2. Bundesliga | 1x | 2013/14 |

1 Schwäbe ·
2 Schmied ·
3 Heintz ·
4 Hübers  ·
5 Soldo ·
6 Martel ·
7 Ljubičić ·
8 Huseinbašić ·
9 Waldschmidt ·
11 Kainz ·
12 Nickisch ·
13 Uth ·
15 Kilian ·
16 Obuz ·
17 Paçarada ·
19 Lemperle ·
20 Pentke ·
21 Tigges ·
22 Christensen ·
24 Pauli ·
25 Gazibegović ·
29 Thielmann ·
34 Harchaoui ·
35 Finkgräfe ·
37 Maina ·
42 Downs ·
43 Čuber Potočnik ·
44 Köbbing ·
47 Olesen ·
Coach: Struber
1 Horn ·
2 Toljan ·
3 Klostermann ·
4 Ginter ·
5 Süle ·
6 S. Bender ·
7 Meyer ·
8 L. Bender ·
9 Selke ·
10 Goretzka  ·
11 Brandt ·
12 Huth ·
13 Max ·
14 Bauer ·
15 Christiansen ·
16 Prömel ·
17 Gnabry ·
18 Petersen ·
22 Oelschlägel ·
Coach: Hrubesch